# Кальчук Олександр Іванович
Олександр Іванович Кальчук (нар. 3 серпня 2002, Київ, Україна) — український футболіст, захисник кременчуцького «Кременя», який виступає в оренді за «Гірник-Спорт».

## Життєпис
Футбольну кар'єру розпочав у ДЮФШ «Динамо» (Київ), за яку відзначився 23-ма голами в 56-ти матчах. У 2015 році перейшов до київської КДЮСШ-15. Виступав у юнацькому чемпіонаті та кубку міста, а також в юнацькому чемпіонаті України, в яких відзначився 18-ма голами у 148-ми матчах.
3 вересня 2022 року приєднався до «Кременя». Підписав з клубом 2-річний контракт, отримав футболку з 46-м ігровим номером. Дебютував за кременчуцький клуб 2 вересня 2022 року в переможному (3:1) поєдинку 2-го туру групи «Б» Першої ліги України проти томаківського «Скорука». Олександр вийшов на поле в стартовому складі та відіграв увесь матч. У сезоні 2022/23 років зіграв 9 матчів за «Кремінь» та 6 поєдинків за «Кремінь-2».
21 червня 2023 року відправився в оренду до «Гірника-Спорту». У футболці клубу з Горішніх Плавнів дебютував 28 липня 2023 року в програному (0:5) виїзному поєдинку 1-го туру групи «Б» Першої ліги України проти київського «Лівого Берега». Кальчук вийшов на поле в стартовому складі, а на 81-й хвилині його замінив Богдан Гора.